# Project Silence
Project Silence (탈출: 프로젝트 사일런스?, 脫出: 프로젝트 사일런스?, Talchul: peurojekteu sa-illeonseuLR, T'alch'ul: p'ŭrojekt'ŭ saillŏnsŭMR; lett. "Fuga: Project Silence") è un film thriller catastrofico sudcoreano del 2024 scritto e diretto da Kim Tae-gon. È stato proiettato in anteprima al 76º Festival di Cannes il 21 maggio 2023 e distribuito nei cinema sudcoreani il 12 luglio 2024.

## Trama
A causa della fitta nebbia, un automobilista spericolato che si sta riprendendo in diretta per i suoi follower provoca un gigantesco tamponamento a catena sul ponte che conduce all'aeroporto, rendendolo impraticabile. La situazione peggiora ulteriormente quando l'elicottero che avrebbe dovuto recuperare un mezzo militare coinvolto nell'incidente perde il controllo e si schianta contro il ponte, tranciandone i tiranti e condannandolo al collasso. Nel caos creato dalla situazione, dal mezzo militare vengono accidentalmente liberati dei cani modificati geneticamente nell'ambito del confidenziale "Progetto Silence" per dare la caccia ai terroristi ed eliminarli, che iniziano a prendere di mira le persone bloccate sul ponte.

## Personaggi e interpreti
- Jason Cha (in originale: Cha Jung-won), interpretato da Lee Sun-kyun
Vicedirettore del servizio di sicurezza nazionale che rimane bloccato sul ponte insieme alla figlia.
- Joe Park, interpretato da Ju Ji-hoon
Benzinaio che insegue Jason sul ponte per incassare il conto del rifornimento di carburante che non è stato pagato.
- Dottor Yang, interpretato da Kim Hee-won
Scienziato che ha partecipato al Progetto Silence.
- Byeong-hak, interpretato da Moon Sung-keun
Anziano rimasto bloccato sul ponte.
- Soon-ok, interpretata da Ye Soo-jung
Moglie di Byeong-hak affetta da demenza senile, rimasta con lui sul ponte.
- Sam Chung (in originale: Jung Hyun-baek), interpretato da Kim Tae-woo
Candidato alla presidenza della Corea del Sud.
- Mia (in originale: Mi-ran), interpretata da Park Hee-von
Manager di Nora.
- Nora (in originale: Yoo-ra), interpretata da Park Ju-hyun
Famosa golfista.
- Sara Cha (in originale: Cha Kyung-min), interpretata da Kim Su-an
Figlia adolescente di Jason.
- Capitano Kang, interpretato da Ha Do-kwon

## Distribuzione
Il film avrebbe dovuto essere distribuito nei cinema sudcoreani alla fine del 2023, ma è stato posticipato al 2024 a causa di "insolite condizioni dei cinema durante l'estate" e delle vacanze di Chuseok. La data definitiva –  il 12 luglio 2024 – è stata annunciata il 13 giugno 2024. In lingua italiana è stato trasmesso in prima visione su Rai 4 il 18 novembre 2024.